# Rue du Parc (Noisy-le-Sec)
Pour les articles homonymes, voir Rue du Parc.
La rue du Parc est une voie de communication à Noisy-le-Sec.

## Situation et accès

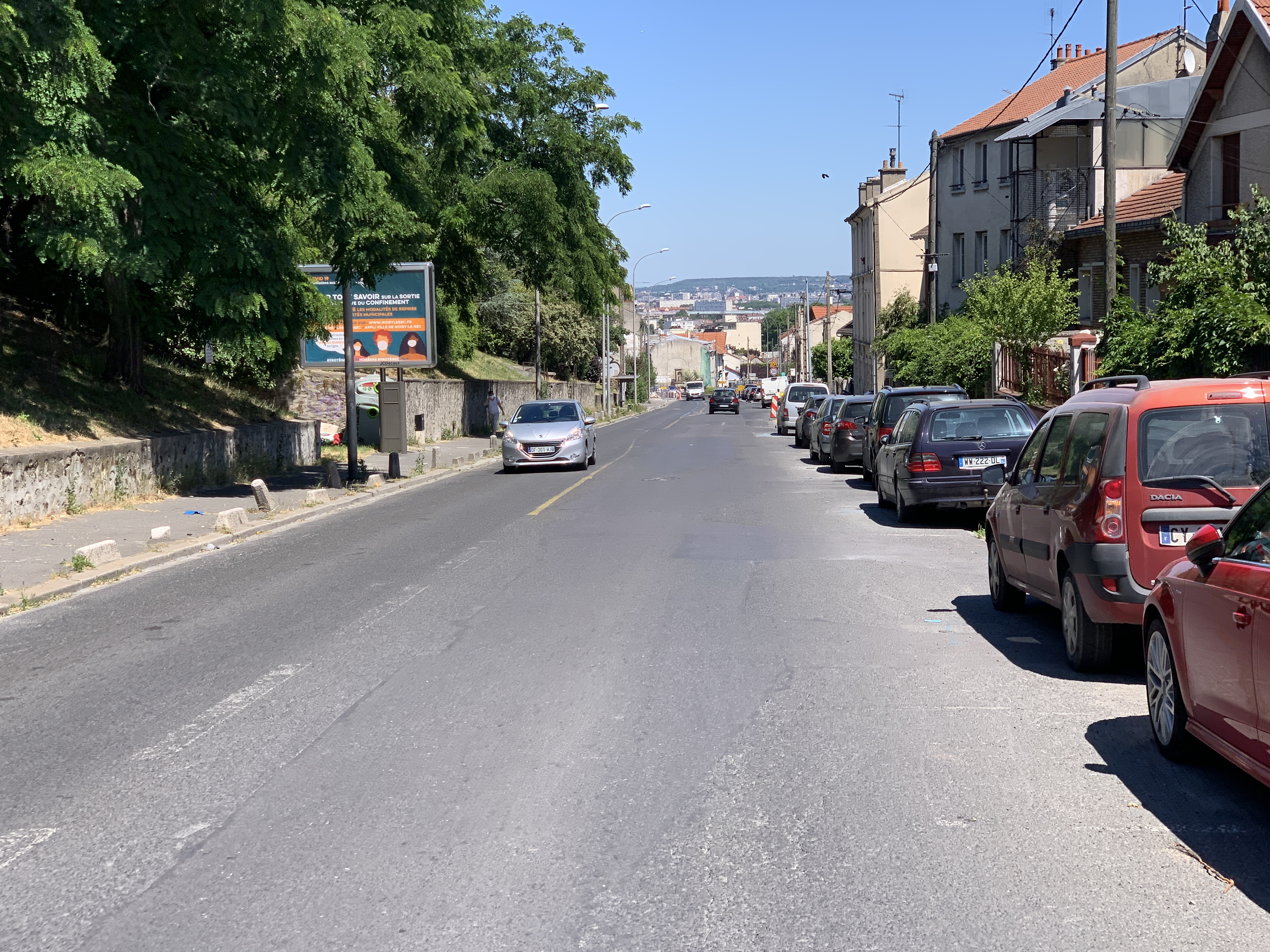
La rue du Parc en direction de Bobigny. Cliché pris en 2020.

Cette rue suit le tracé de la route départementale D 40.
Démarrant au sud de la rue Anatole-France au carrefour de la Vierge, la rue du Parc se dirige vers le nord.
Entre autres intersections, elle croise la rue Tripier, puis passe le carrefour de l'avenue Gaston-Roussel et de la rue Paul-Vaillant-Couturier (route départementale D 116), anciennement rue de Pantin. Elle franchit ensuite la ligne de Paris-Est à Strasbourg-Ville pour se terminer au carrefour de La Folie, croisement de la rue de Paris (RN3) et de l'avenue Jean-Jaurès à Bobigny.

## Historique
Cette rue se trouve à l'emplacement d'un parc qui, au XVIIIe siècle, entourait un château appartenant à Mathieu-Louis de Mauperché (1707-1790), seigneur du lieu, conseiller du Roi.

## Emplacements remarquables
- Parc communal de Romainville, créé sur d'anciennes carrières de gypse.